# A Whiter Shade of Pale
A Whiter Shade of Pale è un brano musicale dei Procol Harum, pubblicato il 12 maggio 1967 nel singolo a 45 giri A Whiter Shade of Pale/Lime Street Blues. È stato scritto da Gary Brooker, Keith Reid e Matthew Fisher, prodotto da Denny Cordell e distribuito dalla Deram Records.
La canzone riscosse un notevole successo, restando in cima alle classifiche del Regno Unito per 6 settimane, dall'8 giugno 1967, in Italia per sette settimane, in Germania per due settimane, nei Paesi Bassi per otto settimane, in Irlanda per cinque settimane, in Australia per tre settimane ed in Francia per nove settimane; in Norvegia arriva terza, in Austria quarta e nella Billboard Hot 100 quinta.

## Descrizione
Il brano fu un fortuito risultato della allora casa discografica U.K. Decca Records, con l'esperimento di fondere insieme musica classica e soft rock. Il riff-intro infatti, composto dai pianisti e organisti Brooker-Fisher all'organo Hammond, trae ispirazione dal brano classico Aria sulla quarta corda (dalla Suite per orchestra n. 3) con alcune componenti del preludio per organo BWV 645 (a sua volta tratto dalla cantata BWV 140 Wachet auf, ruft uns die Stimme), entrambi opere di Johann Sebastian Bach. Il ritornello si ispira, vagamente, inoltre, alla battuta più alta del secondo movimento del preludio BWV659 Nun komm der Heiden Heiland. Il groove del ritornello invece, si ispira a When a Man Loves a Woman, di Percy Sledge, brano uscito l'anno prima. Il testo è opera del poeta e paroliere Keith Reid.
Nel Regno Unito la canzone fu pubblicata solo come singolo, e non fu inserita nel primo album del gruppo Procol Harum. È presente invece nella edizione USA dell'album. 
Nel 1997, fu ripubblicata una nuova edizione del primo album dal titolo A Whiter Shade of Pale, in cui oltre al famoso singolo erano incluse anche alcune tracce non presenti nell'edizione originale dell'album.
Nel 1998 viene premiata con il Grammy Hall of Fame Award.
La canzone, di notevole successo già dal 1967, ebbe numerose reinterpretazioni. In Italia, su testo di Mogol, fu incisa dai Dik Dik, col titolo Senza luce che, mantenendo la parte musicale, si discosta dal testo originale dal significato ermetico. Nel 2000, fu utilizzata da Marco Tullio Giordana come colonna sonora per il film I cento passi.
Furono inoltre incise versioni in francese (Le Jour du Dernier Jour), tedesco (Tränen im Gesicht), svedese (Då Är Hon Åter Lika Blek), portoghese (Ao Meu Lado Outra Vez), spagnolo (Con Su Blanca Palidez) e finlandese (Merisairaat kasvo).
Originariamente, la canzone fu attribuita ai soli Gary Brooker e Keith Reid. Nel 2005, Matthew Fisher intentò una causa vittoriosa contro Gary Brooker, chiedendo di essere riconosciuto come co-autore del brano per aver aggiunto le parti di organo alla musica originale. I giudici diedero ragione a Fisher all'unanimità.
Nel 2004 la rivista musicale Rolling Stone ha inserito A Whiter Shade of Pale al 57º posto nella sua lista delle 500 migliori canzoni di tutti i tempi.

## Video musicale
Un primo video del brano fu girato in bianco e nero da Joel Gallen, con la band che suona e canta in studio, senza nessuna scenografia. Fu poi girato un secondo video, a colori, con una 16 mm, pellicola adatta per l'allora Scopitone, apparecchio simile al juke-box ma comprensivo anche di un visore. Le scene, di classico montaggio amatoriale, girate da Peter Clifton, raffigurano la band che passeggia intorno ad alcuni paesaggi inglesi; dapprima vicino al sito storico di Witley Court, Contea di Worcestershire, in Inghilterra, quindi altre scene intorno a Londra. Il video si conclude con alcune riprese nel centro della capitale, a Piccadilly Circus e Trafalgar Square.

## Cinema e TV
Il brano è presente in molte colonne sonore di film ed episodi TV:
- La canzone fa parte della colonna sonora del film Il grande freddo (The Big Chill, 1983) diretto da Lawrence Kasdan.
- Compare nell'episodio, del film New York Stories (1989), Lezioni di vero (Life Lessons) diretto da Martin Scorsese.
- La canzone viene citata, anche se non compare nella colonna sonora, dal protagonista Jimmy Rabbite del film The Commitments (1991) diretto da Alan Parker, traendo le somme sulla sua vicenda personale, trovandola un mistero quanto i primi versi della canzone.
- Nel film Tra cielo e terra (Heaven & Earth) del 1993 diretto da Oliver Stone, durante la scena dell'incontro, si può ascoltare alla radio la versione dei Procol Harum.
- Nel 1996 la canzone viene inserita nella colonna sonora del film Le onde del destino (Breaking the Waves) di Lars von Trier.
- La canzone viene utilizzata nel film I cento passi (2000), di Marco Tullio Giordana nella scena finale del funerale di Peppino Impastato.
- La canzone è presente nella colonna sonora del film Oblivion del 2013 diretto da Joseph Kosinski.
- La canzone è presente nel sedicesimo episodio della sesta edizione della serie tv Dr. House ("Buco nero"), in cui il protagonista la suona su un organo Hammond.
- La canzone è un tema ricorrente nel film Memory (2023) di Michel Franco, compresi i titoli di coda.

## Versione di Annie Lennox
A Whiter Shade of Pale è il secondo singolo estratto da Medusa, secondo album da solista di Annie Lennox.

## Cover

### Cover internazionali
- 1967 - Wess nel 45 giri A Whiter Shade of Pale/I'm a Short-Timer (Durium Marche Estere, DE 2675)[6]
- 1967 - Ghigo Agosti (con lo pseudonimo di Probus Harlem) nel 45 giri A Whiter Shade of Pale/Hold, I'm Coming (Bluebell, BB 3182)
- 1967 - Little Tony, nell'album Little Tony (Durium, ms A 77177)
- 1967 - Alton Ellis album Alton Ellis... Sings Rock and Soul (Coxsone Records – CSL 8008)
- 1967 - Big Jim Sullivan Sitar Beat (Mercury Records – SML 30001)
- 1968 - King Curtis (singolo) (Atlantic Records – 6598); album King Size Soul (Atlantic Records – HATS 421-26)
- 1968 - Roland Aalbumhonso, singolo (Pyramid – PYR 6022); compilation del 2004 Trojan Sixties Box Set (Trojan Records – TJETD174)
- 1968 - Johnny Rivers singolo (Liberty Records - LR-2605); album Realization (Liberty Records - LBL83118)
- 1972 - Patrick Barnum nell'album Músicas inesquecíveis - Vol. 2
- 1972 - New York Rock Ensemble (singolo) (CBS – CBS S 8188); album Freedomburger (Columbia Records – CA 31317)
- 1978 - Munich Machine featuring Chris Bennett (RCA Victor, DISCO - TEC 42) inserita nell'album A Whiter Shade of Pale (durium, D. AI 30-293)
- 1978 - Joe Cocker (singolo) (Asylum Records – AS 13 142); album Luxury You Can Afford (Asylum Records – K 53087)
- 1979 - Pat Kelly (singolo (Mash-It); album (Sky Note – SKY album 47)
- 1980 - Willie Nelson album Willie Nelson sings yesterday's songs for today's people (CBS/Sony – XAAP 90069)
- 1980 - Percy Sledge Greatest Hits (Gusto Records – GT5-0070)
- 1981 - Bonnie Tyler, nell'album Goodbye to the Islands
- 1984 - Hagar Schon Aaronson Shrieve singolo (Geffen Records - PRO-A-2142); album Through the Fire (Geffen Records - GEF 40-25893)
- 1989 - Justin Hayward con Mike Batt & The London Philharmonic Orchestra Classic Blue (Trax Music – MODEMC 1040)
- 1989 - Doro - Force Majeure
- 1994 - Riot V, nell'album Nightbreaker (edizione giapponese)
- 1999 - Michael Bolton, nell'album Timeless: The Classics Vol. 2
- 1999 - Helge e The Firefuckers singolo (EMI – 7243 8 87190 2 5); album Eiersalat in Rock (EMI – 7243 5 21371 2 1)
- 1999 - Alton Ellis Get Ready for Rock-Reggae Steady! (Jamaican Gold – JMC 200.241)
- 2000 - Sarah Brightman, nell'album La Luna - sesta posizione in Canada
- 2000 - Keith Emerson, Glenn Hughes e Marc Bonilla, album Wizzard of Three Faces (Darkside Production – DP-00-15-1/2)
- 2002 - Grand Slam, singolo (Zoom Club Records - ZCRCD91LTD); nell'album The Studio Sessions (Zoom Club Records - ZCRCD91LTD)
- 2004 - Zakk Wylde con la Black Label Society, nell'album Hangover Music Volume VI
- 2006 - Dan Reeder, album Sweetheart (Oh Boy Records – OBR-036)
- 2007 - Engelbert Humperdinck, nell'album The Winding Road
- 2007 - Joseph Williams, nell'album Tears
- 2008 - Annie Lennox, nell'album Medusa e ricompresa successivamente nella raccolta The Annie Lennox Collection
- 2009 - Gov't Mule Summer '09 Renaissance Theatre Mansfield, OH | 07.12.09 (MuleTracks)
- 2015 - Vanilla Fudge Spirit of '67 (Purple Pyramid – Calbum 2219)
- 2021 - Santana ft. Steve Winwood Blessings and Miracles (BMG – 538714542)
- Angela Aki, nel lato B del singolo Kiss Me Good-Bye
- Marc Bonilla, nell'album American Matador
- The Box Tops, nell'album The Letter/Neon Rainbow
- Eric Clapton, nell'album Trusted Servants and a Beatle con Ringo Starr
- Charly García
- Girl Talk, nell'album Feed the Animals
- Márcio Greyck, col titolo Como un dia nascer
- R. Stevie Moore, nell'album Tra La La La Phooey!
- Doro, nell'album Force Majeure
- Buddy Richard, nell'album Buddy Richard, en vivo en el Astor
- Frutos del País
- Wailing Souls
- Elliott Yamin, nell'album Elliott Yamin
- 2022 - Richard Benson feat. Giampiero Ingrassia

### Versioni strumentali
- 1968 - The Keith Mansfield Orchestra All You Need is Keith Mansfield (CBS – 63426)
- 1969 - Perry Botkin Jr. nella compilation Love is Blue (Reader's Digest, RDA 77-A)
- 1973 - Johnny Sax nell'album Successi sempreverdi (Dischi Ricordi, ORL 8268)
- 1978 - Fausto Papetti Sax 26ª raccolta (Durium – ms AI 77397)
- 1979 - The London Symphony Orchestra Classic Rock (K-Tel – TN 1431)
- 1983 - The Shadows nell'album XXV (Polydor – POLDC 5120)
- 1988 - Richard Clayderman album A Little Night Music (Decca Records - 828 125-4)
- 1988 - David Lanz (singolo) (Narada Lotus – N-53378); album Cristofori's Dream (Narada Lotus – C-1021)

### Cover in italiano
- 1967 - Dik Dik Senza luce/Guardo te e vedo mio figlio (Dischi Ricordi, SRL 10464)[7]
- 1967 - Fausto Leali Senza luce/Per un momento ho perso te (Ri-Fi, RFN NP 16225)
- 1967 - The Premiers (Musical Record – 101-67 PA)
- 1967 - Wess and The Airedales Senza luce/I'm a Short-Timer (Durium, CN A 9249)[8] album del 1977 I miei giorni felici (Start – 4006)
- 1987 - I Milords versione contenuta nell'album Amore, ti ricordi... 3 (Andros Music, MC 3310)
- 1992 - I Dragoni (singolo) (Artibano – 4452 1119); album Les Plus Grands Succes de... I Dragoni (Sipem – 4452-1272)
- 1999 - Al Bano versione contenuta nell'album Ancora in volo